# 日本語教師協会
日本語教師協会とは日本語教師の情報交換や社会的地位向上などを目的とした、基本的に日本語教師の資格を持つ者を会員とした会である。
このような協会が設立された背景には中学、高校の国語の教員免許などが教育職員免許法といった日本の法律により保護されているにもかかわらず、現段階において日本語教師資格が国家資格化されていない現状がある。したがって教員採用試験において、日本語教師という再採用枠がなかったり、日本語教師資格の無資格者が学校で日本語の授業を行っても日本の法律では罰する事が出来ないなど日本語教育の妨げになっている。
したがって日本語教師協会は日本語教師資格を他の教員免許同様、文部科学省など政府に対して国家資格化を訴えているが、文部科学省、外務省、経済産業省などの省庁の縦割り行政の弊害もあり、中々、実現に至っていない。
ただ日本もグローバル30による留学生や日系人の3世までの受け入れ、EPA経済連携協定によるフィリピンやインドネシアからの看護師や介護士の受け入れなど、事実上の移民が日本でも進んでいる。したがって将来的には日本語教師の必要性は高まっていくと思われる。